# Marian Buchowski
Marian Buchowski (ur. 30 listopada 1943 w Januszewicach) – polski pisarz, publicysta.

## Życiorys
Od 1945 r. w Dąbrowie Górniczej; matura (1961) w tamtejszym II LO im. S. Żeromskiego. Ukończył Studium Nauczycielskie w Raciborzu (biologia), filologię polską i podyplomowe studia z zakresu psychologii wpływu społecznego (Uniwersytet Opolski). Pracował jako nauczyciel w Grodkowie (woj. opolskie), redaktor miesięcznika społeczno-kulturalnego „Opole” i „Trybuny Opolskiej”, rzecznik prasowy wojewody opolskiego, kierownik działu PR w Elektrowni OPOLE, wykładowca dziennikarstwa w Uniwersytecie Opolskim. Członek Związku Literatów Polskich.
Debiutował w „Trybunie Opolskiej” (1963). Publikował m.in. we „Współczesności”, „Życiu Literackim”, „Twórczości”, „Odrze”, „Kulturze”, „Polityce”, „Śląsku”, „Indeksie”. Laureat kilkunastu ogólnopolskich konkursów na reportaż.

## Nagrody i wyróżnienia
- Nagroda „Życia Literackiego” za rok 1977
- Nagroda Wojewódzka (1977)
- Nagroda im. Jana Łangowskiego (1981)
- Nagroda im. Ksawerego Pruszyńskiego (nadana przez Krajowy Klub Reportażu, 1988)
- Wojewódzka Nagroda Artystyczna (1989)
- Odznaka honorowa „Za zasługi dla Województwa Opolskiego” (2014)

## Twórczość
- Jestem, wiersze, (LSW, 1971)[1][2]
- Szara masa i ludzie, (reportaż, Instytut Śląski 1977)[3][4][5][6][7]
- Chwilówka, (scenariusz filmowy, 1978; współautorzy: Wojciech Wiszniewski i Jerzy Zieliński)
- Taboret hegemona, (zbiór reportaży, Instytut Śląski 1988)[8][9]
- Diabelski młyn, (zbiór reportaży, Młodzieżowa Agencja Wydawnicza 1988)
- Edward Stachura. Biografia i legenda, („Magnes” 1992; II wydanie: „Kamerton” 1993)
- Buty Ikara. Biografia Edwarda Stachury, („Iskry” 2014)[10][11][12][13]
- Wieko. Felietony dla częściowo zmarłych oraz ledwo żywych, (WBP Opole 2017)
- Linijki papilarne (szkice biograficzno-wspomnieniowe, WBP Opole 2019)[14]
- RONDO. Opolskie fragmenty przeprawy z PRL do RP (WBP - Wojewódzka Biblioteka Publiczna w Opolu 2024)

## Wywiady
- „Człowiek z gazety”, rozm. Jan Feusette, „Opole” 1981 nr 5
- „Nie warto żyć z nawyku”, rozm. Paweł Leński, „Przegląd Tygodniowy” 1992 nr 41
- „Ranni w wypadkach prasowych”, rozm. Jan Płaskoń, „Gazeta Opolska” 1996 nr 37
- „Życie, śmierć i pogodzenie się ze światem”, rozmawiał Krzysztof Leszkowicz
- „Spał zawsze w piżamie”, rozm. Marcin Kącki, „Gazeta Wyborcza” 16 października 2014
- „Ikar w wygodnym obuwiu”, rozm. Zbigniew Górniak, „Nowa Trybuna Opolska” 23 grudnia 2014
- „Żył na baczność”, rozm. Iwona Wyciechowska, Polskie Radio program 4
- „Niewinny cynik”, rozm. Dorota Gacek, Polskie Radio program 2